# Crisia sigmoidea
Crisia sigmoidea är en mossdjursart som beskrevs av Campbell Easter Waters 1916. Crisia sigmoidea ingår i släktet Crisia och familjen Crisiidae. Inga underarter finns listade i Catalogue of Life.